# Xabier Eskurza
Xabier Eskurza García (17 de enero de 1970, Valle de Trápaga, Vizcaya, España) es un exfutbolista español que jugaba de centrocampista. Entre 1990 y 1991 fue internacional sub-21.
Disputó un total de 256 partidos en Primera División, 114 de ellos en el Athletic Club.

## Trayectoria
Surgido en la cantera del Athletic Club, debutó con el primer equipo en la temporada 1989-1990. Tras una buena temporada 1993-94, no llegó a un acuerdo para su renovación y, aunque tenía un año más de contrato, fichó por el FC Barcelona de Johan Cruyff en agosto de 1994. Su marcha supuso la llegada de Jon Andoni Goikoetxea al club rojiblanco.
Su comienzo en el club culé fue positivo al conquistar la Supercopa de España. Sin embargo, tras la primera de jornada de liga, sufrió una lesión muscular que le tuvo más de tres meses sin jugar. En 1995 fue traspasado al Valencia CF por cien millones de pesetas, firmando un contrato de cuatro temporadas de las que cumplió dos.
Para la 1997-1998 recaló en el RCD Mallorca con el que disputó la final de Copa frente al Barça, en la que falló el lanzamiento decisivo en la tanda de penaltis. En 1998 llegó al Real Oviedo en el que acabó retirándose en el año 2000, con apenas 30 años, por problemas en la cadera.
Tras su retirada, se dedicó a ejercer de representante de futbolistas.

## Clubes
| Club            | País   | Año         |
| --------------- | ------ | ----------- |
| Bilbao Athletic | España | 1988 - 1991 |
| Athletic Club   | España | 1989 - 1994 |
| FC Barcelona    | España | 1994 - 1995 |
| Valencia CF     | España | 1995 - 1997 |
| RCD Mallorca    | España | 1997 - 1998 |
| Real Oviedo     | España | 1998 - 2000 |

## Palmarés

### Títulos nacionales
| Título              | Club         | País   | Año  |
| ------------------- | ------------ | ------ | ---- |
| Supercopa de España | FC Barcelona | España | 1994 |